# خيسوس سانتياغو
خيسوس سانتياغو (بالإسبانية: Jesús Santiago Pérez)‏ هو لاعب كرة قدم إسباني، ولد في 26 فبراير 2004 في El Estrecho de San Ginés ‏ في إسبانيا.

## وصلات خارجية
- خيسوس سانتياغو على موقع قاعدة بيانات كرة القدم.إي يو (الإنجليزية)
- خيسوس سانتياغو على موقع Soccerway.com (الإنجليزية)